# Meiacanthus abditus
Espèce
Statut de conservation UICN

 LC  : Préoccupation mineure
Meiacanthus abditus est une espèce de poissons marins de la sous-famille des Blenniinae (famille des Blenniidae).

## Description
Meiacanthus abditus peut mesurer jusqu'à 110 mm de longueur totale.

## Répartition

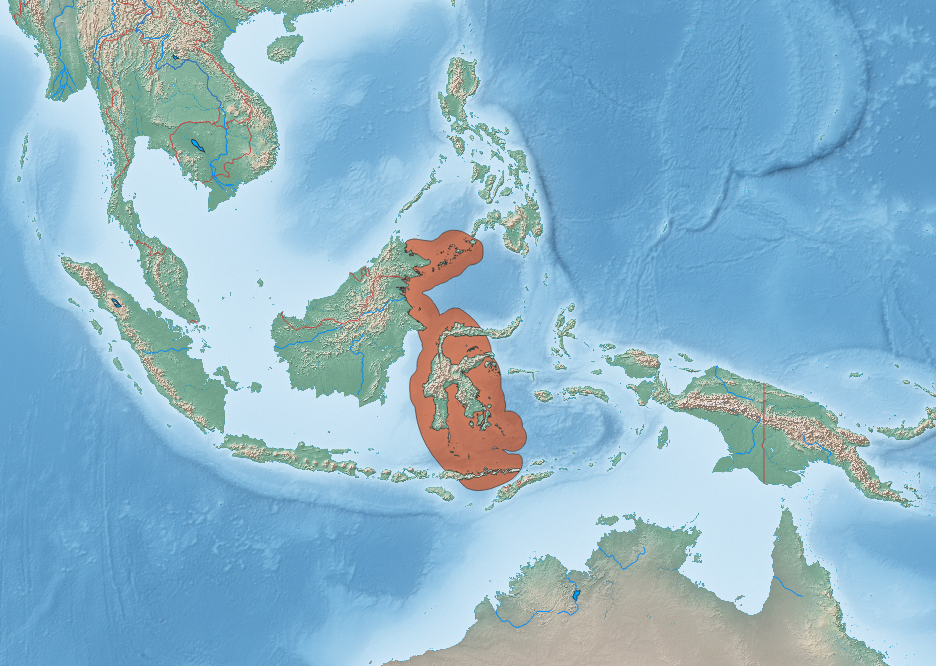
Aire de répartition de Meiacanthus abditus selon l'UICN (2025).

Ce poisson se rencontre dans le Pacifique ouest, depuis les côtes est de Bornéo jusqu'à la mer de Florès. Il est présent entre 5 et 40 m de profondeur et dans les pays suivants : Indonésie, Malaisie, Philippines.

## Systématique
Le nom valide complet (avec auteur) de ce taxon est Meiacanthus abditus Smith-Vaniz (d), 1987.

### Étymologie
Son épithète spécifique, du latin abditus, « caché, dissimulé », fait référence à la précédente confusion avec l'espèce Meiacanthus lineatus.

### Publication originale
- (en) William F. Smith-Vaniz, « The Saber-Toothed Blennies, Tribe Nemophini (Pisces: Blenniidae): An Update », Proceedings of the Academy of Natural Sciences of Philadelphia, Philadelphie, vol. 139, no 1,‎ 1987, p. 1-52 (ISSN 0097-3157, e-ISSN 1938-5293, JSTOR 4064893).